# Walter Riccomi

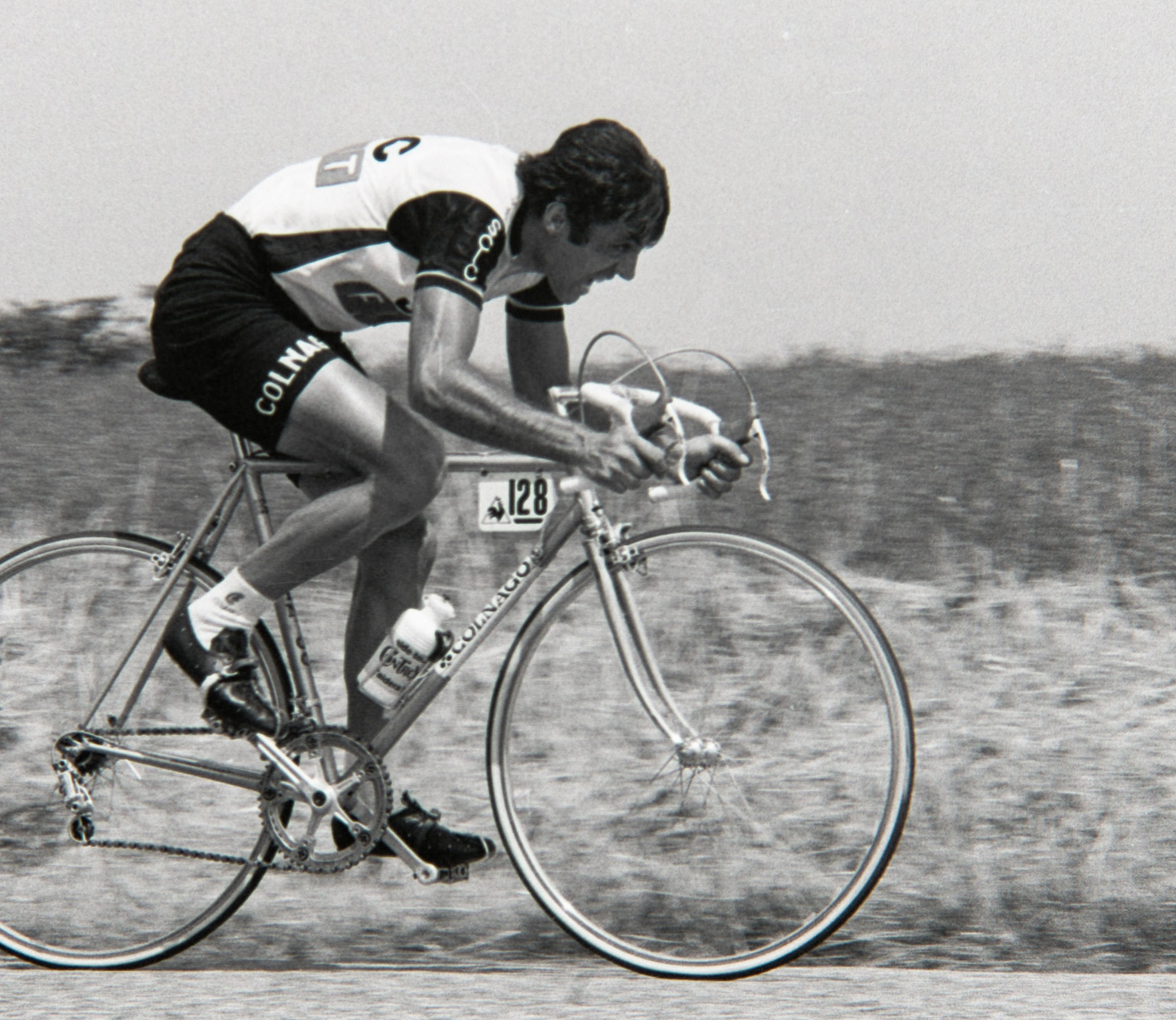
Walter Riccomi in de Ronde van Frankrijk 1976

Walter Riccomi (Montecarlo, 18 januari 1950) is een voormalig Italiaans wielrenner.

## Levensloop en carrière
Riccomi werd prof in 1973. hij behaalde eenmaal een topvijfnotering in de Ronde van Frankrijk en driemaal een toptiennotering in de Ronde van Italië.

## Resultaten in voornaamste wedstrijden
| Jaar | Ronde van Italië | Ronde van Frankrijk | Ronde van Spanje |
| ---- | ---------------- | ------------------- | ---------------- |
| 1973 | 24e              |                     |                  |
| 1974 | 15e              |                     |                  |
| 1975 | 7e               |                     |                  |
| 1976 | 9e               | 5e                  |                  |
| 1977 | 7e               |                     |                  |
| 1978 | 21e              |                     |                  |
| 1979 | 46e              |                     |                  |

| Jaar | Milaan-San Remo | Amstel Gold Race | Luik-Bast.‑Luik | Ronde van Lombardije |
| ---- | --------------- | ---------------- | --------------- | -------------------- |
| 1973 |                 |                  |                 |                      |
| 1974 | 132e            |                  |                 |                      |
| 1975 | 46e             |                  |                 |                      |
| 1976 | 50e             |                  |                 | 10e                  |
| 1977 |                 | 48e              |                 |                      |
| 1978 |                 |                  | 18e             |                      |
| 1979 |                 |                  |                 |                      |